# Galibilikote, Dod Ballapur
Galibilikote là một làng thuộc tehsil Dod Ballapur, huyện Bangalore Rural, bang Karnataka, Ấn Độ.